# 中国东方航空5443号班机事件
中国东方航空5443号班机（MU5443）是由中国东方航空公司运营的短程国内航班。执飞机型为空中客车A319。2016年5月1日从成都起飞，在康定机场降落的过程中，由于机场天气情况恶劣，飞机于跑道外接地，随即复飞返航成都。在成都降落后发现客机轮胎受损，右水平安定面被一根管子插穿，一套系统液压油漏光，康定机场四排六个进近灯光损坏，构成严重事故征候，所幸事件中没有人员伤亡。

## 过程
2016年5月1日，一架编号为B-6430的空中客车A319飞机执行中国东方航空公司MU5443航班，计划从成都双流国际机场前往康定机场。由于康定机场海拔高达4,238米，属于高高原机场，根据相关规定，机组由两位机长组成
。飞机于当地时间早上6:52起飞。由于目的地机场天气不符合最低降落标准，飞机在康定机场上空盘旋等待了20分钟，后接获管制许可降落。然而，在仪表进近过程中，气象条件恶化，飞机降低到决断高度后仍无法看清跑道。机组没有按照规定立即复飞，导致飞机水平尾翼被进近灯光系统的灯柱戳穿，飞机随即复飞并返航成都，8:52安全落地。

## 处理
中国民用航空局将事故定性为“严重事故征候”，并发布了对事故的处理决定。当事机组将受到行政处罚；东航四川分公司新增航线、航班、加班、包机申请被暂停，飞行小时数在整改期间被削减，同时被处以罚款。該事故的详细调查通报显示，当事机组存在多项违规，其中六項違規詳情如下︰
1. 高高原（海拔高度2438米以上）航班必須有兩名機師和副機師，但肇事航班卻只有一名機師在駕駛室
2. 副機師不具備執行高高原航線資格
3. 在一萬英呎或以上機場降落時沒有按規定使用機上氧氣
4. 在機場以外地方降落後使飛機和機場設施造成損傷沒有立即通報
5. 機场外接地最大载荷為2.6G
6. 副機師資歷弄虚作假，副機師在2016年2月調到東方航空四川分公司，但培訓紀錄卻是2016年1月。[6]
7. 机组没有如实反映第二机长不在驾驶舱

中國民航局最後決定將两位当事机长被吊销执照并终身停飞，副机师执照暂扣6个月。